# Railroad Ink
Railroad Ink ist ein Würfelspiel nach dem Roll & Write-Prinzip. Es werden vier Editionen angeboten, welche einzeln spielbar und kombinierbar sind. Daneben existieren auch offizielle Versionen für Windows, MacOS und Android. Das Spiel erschien 2018 in den beiden Grundvarianten, die Challenge-Editionen folgten 2021.
Die Grundvariante erhielt 2019 den portugiesischen Spielepreis Five seasons für das beste internationale Roll&Write Spiel.

## Idee und Ausstattung

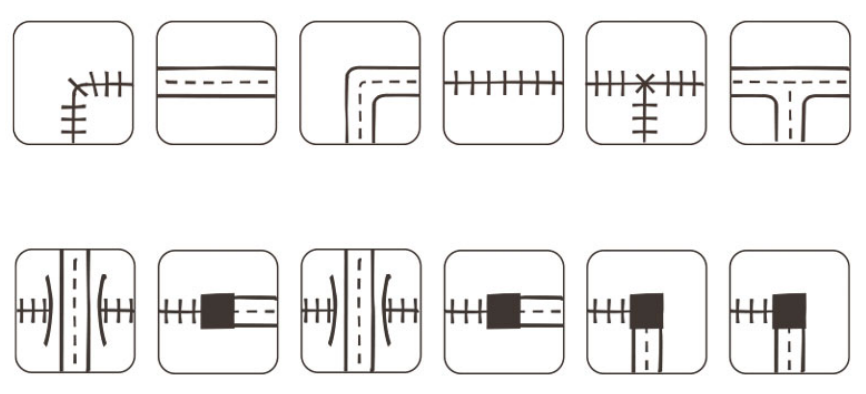
Würfelbilder der klassischen Würfel auf der Edition Tiefblau/Knallrot

Bei Railroad Ink konkurrieren alle Mitspielenden darum, auf ihrer aus Würfelbildern entstehenden Landkarte Straßen- und Schienennetze sowie je nach Version verschiedene weitere Elemente anzuordnen. Die Karte wird gebildet, indem Würfelbilder auf den Spielplan gemalt werden und so miteinander verknüpfte Verkehrsnetze entstehen. Drei Würfel bringen Standardelemente wie Geraden, Kurven sowie Kreuzungen mit. Ein Würfel hat Bahnhöfe als einziger Verknüpfung zwischen Straßen und Schienen.
Die Wertung ergibt sich daraus, wie viele Eingänge am Kartenrand miteinander verbunden werden können sowie je der längsten Straßen- und Schienenstrecke. Weitere Punkte ergeben sich aus dem Besetzen speziell markierter Flächen und den je nach Variante unterschiedlichen optionalen Zusatzelementen. Offene Enden der Strecken geben Minuspunkte.
Das Spiel besteht aus sechs beschichteten leeren Landkarten, sechs abwischbaren Faserschreibern, vier Strecken-Würfeln sowie jeweils vier weiteren Würfeln von denen immer zwei zu einer der Sonderfunktionen gehören.
Es gibt zwei Grundspiele für ein bis sechs Mitspielende in den Farben Tiefblau und Knallrot sowie zwei Challenge-Varianten für ein bis vier Personen in den Farbtönen Blattgrün und Sonnengelb.

### Railroad Ink: Edition Tiefblau
Das Grundspiel in der Version Tiefblau enthält neben den vier Streckenwürfeln noch jeweils zwei Würfel für Flüsse und Seen. Flüsse sind ein weiteres Streckenelement, das von Straßen und Schienen nur an Brücken gekreuzt werden darf. Daher ergeben sich Einschränkungen in der Streckenwahl, die durch zusätzliche Punkte ausgeglichen werden. Seen können durch Häfen mit den Verkehrswegen verknüpft werden und verbinden dann alle Wege am jeweiligen See miteinander.

### Railroad Ink: Edition Knallrot
Das Grundspiel in der Knallroten Variante ist abgesehen von den vier Streckenwürfeln mit Würfeln für Vulkanausbrüche und Meteoriteneinschlägen ergänzt. Von den Vulkanen gehen Lavaflüsse aus, die von den Spielenden eingedämmt werden können. Meteoriteneinschläge zerstören einerseits bereits gebaute Verkehrswege, die dann anderswo ersetzt werden können. Andererseits bringen sie wertvolle Mineralien mit, die am Spielende gewertet werden, wenn der Einschlagsort einen Streckenanschluss hat.

### Railroad Ink Challenge: Edition Blattgrün
In den Challenge-Varianten gibt es zusätzliche Interaktion zwischen den Mitspielenden. Die blattgrüne Edition enthält Wälder und Wanderwege. Am Spielende kann man verbliebene Freiflächen mit einem oder zwei Wäldern belegen. Die Wanderwege verlaufen diagonal über die Felder und verbinden die Bahnhöfe durch ein weiteres Netz.

### Railroad Ink Challenge: Edition Sonnengelb
Die sonnengelbe Challenge-Edition enthält die Erweiterungen Wüsten und Canyons. In der Wüste gilt es Oasen so zu platzieren, dass möglichst viele Kakteen benachbart sind und so bis zum Spielende überleben. Canyons kommen in vorgegebenen Formen und können nur mit Brücken überquert werden.

## Spielverlauf
Jeder Spiele hat einen Spielplan, daneben gibt es – im Grundspiel – einen gemeinsamen Satz von vier Würfeln. Alle Spiele spielen gleichzeitig, jedoch nicht auf Zeit. Reihum würfelt ein Spieler, das Würfelergebnis gilt für alle Mitspielenden. Diese zeichnen nun alle gewürfelten Streckenelemente in ihren Spielplan ein. Die eingezeichneten Streckenelemente dürfen beliebig gedreht oder gespiegelt werden, müssen aber passend an bestehende Stecken oder den Rand des Spielplans eingezeichnet werden. Die Würfelbilder enthalten Straßen- und Schienenstrecken, sowie teils Bahnhöfe, welche Straßen und Schienen verbinden. Nur mit Bahnhöfen können Straßen und Schienenstrecken miteinander verbunden werden.
Einmal pro Runde, aber maximal dreimal im Spiel, darf zusätzlich eines von sechs Spezialstrecken eingezeichnet werden. Haben alle Spieler alle Würfel eingezeichnet, wird die Runde abgeschlossen und neu gewürfelt. Das Standardspiel geht über sieben Runden.
Nach den sieben Runden, zählen die Mitspieler ihre Punkte zusammen. Es gibt für alle Einfahrten, die miteinander verbunden wurden. Daneben gibt es Punkte für die längste Straßenstrecke, die längste Schienenstrecke sowie für alle zentralen Felder, welche bebaut wurden. Daneben gibt es Minuspunkte für alle losen Enden.
In den Challenge-Varianten gibt es vier weitere Spielmechaniken:
- Beim Spiel mit Aufgaben werden drei von sechs Aufgabenkarten gezogen, die Spieler, welche diese Aufgaben erfüllen, bekommen extra Punkte. Der erste Spielende bekommt dabei die meisten Punkte, alle weiteren zunehmend weniger.
- Einige der Spielfelder haben Fabriken eingezeichnet. Wird dieses Feld bebaut, darf der Spieler einen beliebigen Würfel in der aktuellen Runde doppelt nutzen.
- Werden drei der vier mit Universitäten markierten Felder bebaut, darf ein weiteres der sechs Spezialstrecken genutzt werden.
- Werden die mit Siedlungen markierten Felder mit einem Bahnhof bebaut, bekommt der Spielende Extrapunkte

Beim Spiel mit Erweiterungen kommen in der Regel zwei weiter Würfel hinzu, welche jedoch meist nicht genutzt werden müssen. Dafür dauert das Spiel in der Regel nur sechs Runden.

## Zielgruppe und Spielprinzip
Ein kompaktes Roll & Write Spiel für 1–6 Spieler ab 8 Jahren. Mehrere Spiele oder Varianten lassen sich kombinieren, um mit beliebig vielen Spielern zu spielen. Am besten spielt es sich zu zweit. Es ist zwar kein abendfüllendes Spiel aufgrund der Spieldauer von 20–45 Minuten aber gut als Start oder Ende für einen geselligen Spieleabend. Die Spielzeit variiert lediglich dann wenn ein oder mehrere Spieler etwas länger tüfteln müssen.
In 7 Runden entscheiden die Spieler wie Ihr Strecken- und Straßennetz am besten auf- und ausgebaut wird. Hierbei gilt ein Würfelwurf für alle Spieler gleich und alle Spieler zeichnen gleichzeitig Ihre Netzwerkbestandteile in Ihre Karten ein. Die Zusatzwürfel bringen konstruktive, aber auch destruktive Bestandteile wie z. B. Seen oder Meteoreinschläge mit sich und erhöhen den Spannungsbogen. Möglichst viele Ausfahrten verbinden, das Strecken- und Straßennetz so lange und effizient wie möglich gestalten und damit am Ende die höchste Punktzahl erreichen. Die Basisvarianten „Knallrot“ und „Tiefblau“ lassen sich ergänzen mit den Challenge-Varianten „Sonnengelb“ und „Blattgrün“. Dem Ganzen kann man dann noch mit diversen Würfel-Extension-Packs, Karten-Extensions und Promo-Extensions dann noch mehr Variation verleihen. Der Schwierigkeitsgrad lässt sich durch verschiedene Arten zu Würfeln, bzw. die Würfel zum Wurf zu ziehen, erhöhen.
Railroad ink ist ein umweltschonendes Spiel, da die Spielpläne immer wieder abgewischt werden können. Lediglich die detaillierten Zeichnungen der Streckenteile aus den Spielbeschreibungen können aufgrund der mitgelieferten viel zu dicken Stifte nicht realisiert werden.